# Saint-Malon-sur-Mel
Saint-Malon-sur-Mel è un comune francese di 586 abitanti situato nel dipartimento dell'Ille-et-Vilaine nella regione della Bretagna.

## Società

### Evoluzione demografica
Abitanti censiti